# Лапидус, Азарий Абрамович
Азарий Абрамович Ла́пидус (род. 23 мая 1958 года, Москва) — доктор технических наук, профессор. Заслуженный строитель Российской Федерации. Дважды лауреат премии Правительства Российской Федерации в области науки и техники. Член-корреспондент Российской академии архитектуры и строительных наук. Почётный строитель России. Почётный строитель города Москвы, Почетный работник Высшего профессионального образования Российской Федерации, Почётный наставник Министерства науки и высшего образования Российской Федерации.
Вице-президент Совета национального объединения изыскателей и проектировщиков (НОПРИЗ).
Заведующий кафедрой «Технологии и организация строительного производства (ТОСП)» в Московском государственном строительном университете (НИУ МГСУ).

## Родители
Отец — Лапидус Абрам Моисеевич (Родился 24.02.1933 в г. Ростов-на-Дону, умер 26.10.2011 в г. Москве). Лауреат Государственной премии СССР (28 октября 1987). Заслуженный изобретатель РСФСР. Автор более 250 авторских свидетельств на изобретения.Кавалер орденов Октябрьской революции (2 января 1991), Трудового Красного Знамени (5 марта 1985), «Знак Почёта» (11 октября 1974). Начальник отдела ЦНИИХМ им. Д. И. Менделеева.
Мать — Лапидус (урожденная Слободкина) Мая Азарьевна (15.03.1934, Москва — 25.09.2015, там же). Заведующая лабораторией в ЦНИИЭПсельстрой.

## Семья
Жена — Лапидус (Богомолова) Светлана Петровна (род. 20 апреля 1968 года в г. Москва).
Дети — сын Юлий (род. 1986), дочь Наталья (род. 1989), дочь Эстер (род. 2000), дочь Даниэла (род. 2004).

## Образование и научная деятельность
1971—1975 обучался в специальной общеобразовательной физико-математической школе № 2 г. Москва. Обучение в школе начиналось с седьмого класса, для поступления в который требовалось пройти достаточно серьёзный конкурс. В школе царила творческая атмосфера. Специальные курсы преподавали профессора МГУ, под руководством академика Гельфандом И. М. В класс учились в основном дети научных работников (академика Сахарова А. Д., академика Зельдовича Я. Б.) и преподавателей ВУЗов (Мякишев Г. Я.).
1975—1980 обучался в Московском инженерно-строительном институте (МИСИ) им. В. В. Куйбышева.
С 1976 года по результатам первых сессий прошел отбор и был зачислен в специальную группу «Теория сооружений».
1987—1988 — соискатель кафедры «Экономика и организация строительства» под руководством профессора д.т. н. Абрамова Л.И
1988 — защитил кандидатскую диссертацию в ученом Совете ЦНИИЭПжилища с присвоением степени «кандидат технических наук».
1994—1997 — работа над докторской диссертацией под руководством профессора д.т. н. Теличенко В. И.
1997 — защитил докторскую диссертацию с присвоение ученой степени доктора технических наук.
1997—2007 — совместная работа в группе исследователей над разработками, связанными с решением проблематики «Системотехника в строительстве» под научным руководством основоположника этого направления в науке профессора д.т. н. Гусакова А. А. «За разработку и внедрение научных основ и практических методов строительства и реконструкции городских объектов и комплексов с повышенным качеством жизни населения» в составе авторского коллектива удостоен Премии Правительства РФ в области науки и техники.
2002 — присвоение ученого звания «Профессор».
2000—2007 — работа в составе авторского коллектива совместно с профессором д.т. н. Теличенко В. И., профессором к.т. н. Терентьева О. М. над написанием и публикацией федеральных учебников «Технология строительных процессов» и «Технология возведения зданий и сооружений».
2015—2016 — работа в составе авторского коллектива совместно с профессором д.т. н. Теличенко В. И., профессором к.т. н. Ершовым М. Н. над написанием и публикацией федерального учебника «Технологические процессы в строительстве». Учебник опубликован в 10 книгах, каждая из которых представляет отдельную крупную тему из программы обучения. С 1995—2020 г. автор более 200 статей и публикаций, входящих в индекс цитирования ВАК, Scopus и WoS. Автор терминов «Проектирование организационных структур в строительстве», «Потенциал организационно-технологических решений в строительстве». Научный руководитель школы, занимающейся вопросами оптимизации организационно-технологических решений на основе создания и разработки их потенциалов. Соавтор федеральных учебников «Технология строительных процессов» и «Технология возведения зданий и сооружений», «Технологические процессы в строительстве», «Технология возведения зданий и сооружений» и «Технология строительных процессов».
2012 — Главный редактор журнала «Строительное производство» (с 2012 по 2018 год «Технология и организация строительного производства»), входящего в перечень рецензируемых научных изданий, в которых должны быть опубликованы основные научные результаты диссертаций на соискание ученой степени кандидата и доктора наук.
2023 — академик Российской инженерной академии.
- Автор 18 монографий, в том числе «Организационное проектирование и управление крупномасштабными и инвестиционными проектами.»
- Руководитель 2 докторов технических наук.
- Руководитель 24 кандидатов технических наук.

2024 — избран членом-корреспондентом Российской академии архитектуры и строительных наук.

## Трудовая деятельность
Начинал свою трудовую деятельность на кафедре «Испытания сооружений» МИСИ им. В. В. Куйбышева в должности инженера и научного сотрудника, занимался вопросами инженерных изысканий в строительстве. Более двадцати пяти лет успешно объединял научные исследования с практикой.
Руководил строительством более 100 крупномасштабных проектов (площадью более 1, 5 млн.кв.м.)
1980 — распределен на кафедру «Испытания сооружений» МИСИ им. В. В. Куйбышева г. Москва.
Работа в лаборатории инструментального контроля железобетонных конструкций домостроительных комбинатов под руководством Почтовика Г. Я. (одного из основоположников методов неразрушающего контроля в строительстве) до 1988 года.
1983—1988 — Младший научный сотрудник на кафедре «Испытания сооружений» МИСИ им. В. В. Куйбышева г. Москва.
1988—1989 — Председатель кооперативного научно-исследовательского и проектного центра «Сфера А» при Государственном комитете СССР по иностранному туризму г. Москва. Выполнение работ по обследование зданий и сооружений, строительному контролю, проектированию.
1989—2003 — Генеральный директор ЗАО « СУИпроект» г. Москва.
2003—2006 — Президент ЗАО «СУИходинг» г. Москва.
Выполнение функций технического заказчика, генерального подрядчика и подрядчиков по общестроительным и специальным работам на объектах РАО ГАЗПРОМ, крупных застройщиков:
- штаб-квартира РАО ГАЗПРОМ ";
- жилой комплекс РАО ГАЗПРОМ;
- штаб-квартира АО «Стройтрансгаз»;
- жилые комплексы в Москве в М. Николопесковском переулке,
- Трубниковском переулке, Лесной улице;
- торговые центры в Москве «У Речного»;
- торговые центры в Московской области «Солнечный рай» в Солнцево и Раменском,
- гостиничный комплекс «Сибур» в Анапе;
- резиденция Патриарха Алексия в Ново-Переделкино;
- жилой комплекс «Дом-Тройка» в Тюмени;
- офисный комплекс Национального центра управления кризисных ситуаций МЧС России;
- штаб-квартира АФК «СИСТЕМА»;
- газотурбинная электростанция мощностью 252 МВт;
- торговые центры в Москве, Санкт-Петербурге, Казани;
- гостиничные комплексы в Анапе, Сочи;

2005—2008 — Заместитель председателя Совета директоров, Первый вице-президент ЗАО «Система-Галс» г. Москва.
Руководство девелоперским блоком ЗАО «Система-Галс», управление строительством на более 100 жилых и гражданских объектах. Успешное участие в IPO на Лондонской бирже — первое, серди российских девелоперских компаний.
2008—2010 — Главный технический консультант ЗАО «СУИпроект» г. Москва.
2010—2015 — Главный технический консультант ЗАО «Лакистрой» г. Москва.
- выставочный комплекс Российской Федерации на EXPO 2010 в Шанхае, Китай;
- проект планировки с последующей застройкой «Изумрудный берег» 250 тыс. квадратных метров в г. Омске;
- реконструкция и переоснащение комплекса зданий Федеральной службы государственной статистики РФ;
- спортивные комплексы в Краснодаре «Баскет-холл» и Ледовый дворец.
- жилые комплексы в Московской области (пос. Быково, город Пушкино)

2011—2012 — Профессор кафедры «Техническое регулирование» МГСУ г. Москва.
2012 — Заведующий кафедрой «Технологии и организация строительного производства» Научно-исследовательского университета МГСУ г. Москва.

## Общественная деятельность
- Член Совета Национального объединения изыскателей и проектировщиков[3].
- Вице-президент Совета Национального объединения изыскателей и проектировщиков.

## Международное сотрудничество
Выступления с докладами на Международных научно-практических конференциях, участие в Международных форумах. Организация международных конференций кафедр Технология и организация строительства строительных университетов и факультетов технических университетов.

## Звания и награды

### Правительственные (государственные) награды, премии, грамоты
- 1997 — Медаль «В память 850-летия Москвы».
- 1999 — Заслуженный строитель Российской Федерации.
- 2001 — Почётный строитель России.
- 2005 — Лауреат Премии Правительства Российской Федерации в области науки и техники.
- 2006 — Почётная грамота Министерства регионального развития Российской Федерации «За большой личный вклад в развитие строительной отрасли, долголетнюю и плодотворную работу».
- 2012 — Почётная грамота Министерства Науки и Высшего Образования Российской Федерации .
- 2013 — Почетная грамота комитета по земельным отношениям и строительству[4] Государственной Думы Российской Федерации.
- 2015 — Благодарность Федеральной службы по экологическому, технологическому и атомному надзору (Ростехнадзор).
- 2018 — Почётная грамота Комитета по строительству[5] Государственной Думы Российской Федерации.
- 2018 — Почётная грамота Федеральной службы по экологическому, технологическому и атомному надзору (Ростехнадзор).
- 2019 — Благодарность Сове́та Федера́ции Федерального Собрания Российской Федерации[6].
- 2023 — Благодарность Комитета Государственной Думы по строительству и жилищно-коммунальному хозяйству.
- 2023 — Знак Московской областной Думы за службу Закону III степени.
- 2023 — Лауреат Премии Правительства Российской Федерации в области науки и техники.
- 2024 — Юбилейная медаль «50 лет Байкало-Амурской магистрали».

### Ведомственные награды
- 2000 — Почётный строитель города Москвы.
- 2003 — Малая Медаль и диплом Академии архитектуры и строительных наук за работу "Цикл учебников «Строительные технологии».
- 2009 — Знак МЧС России «За заслуги».
- 2011 — Благодарственное письмо Федеральной службы государственной статистики Российской Федерации.
- 2012 — Медаль за заслуги в проведении Всероссийской переписи населения.
- 2014 — Почетный работник Высшего профессионального образования Российской Федерации.
- 2018 — Благодарственное письмо мэра города Омска.
- 2021 — Юбилейная медаль Госкорпорации «Росатом» «75 лет Атомной отрасли России».
- 2021 — Юбилейная медаль «А. К. Шрейбер — 100 лет».
- 2022 — Знак «Отличник строительства Подмосковья».
- 2023 — Почетный знак Министерства строительства и жилищно-коммунального хозяйства Российской Федерации.
- 2023 — Нагрудный знак «Почётный наставник» Министерства Науки и Высшего Образования Российской Федерации.

### Общественные награды
- 2013 — Почетный знак «За заслуги» Национальное объединения строителей̆[7].
- 2018 — Орден «За заслуги в строительстве» Российский Союз строителей.
- 2018 — Почетный знак «За вклад в развитие строительной отрасли» Национального объединения строителей.
- 2018 — Нагрудный знак Национального объединения изыскателей и проектировщиков.
- 2022 — Нагрудный знак «За заслуги» Ассоциация «Национальное объединение строителей».
- 2024 — Юбилейная медаль «50 лет начала строительства Байкало-Амурской магистрали».

### Награды НИУ МГСУ
- 2001 — Медаль МГСУ «За заслуги в строительном образовании и науке».
- 2006 — Медаль МГСУ III степени (бронзовая) «За заслуги в строительном образовании».
- 2008 — Медаль МГСУ «За вклад в развитие молодёжного движения».
- 2008 — Медаль МГСУ им. Стрелецкого Н.С «За вклад в развитие института строительства и архитектуры МГСУ».
- 2013 — Медаль МГСУ I степени (золотая) «За заслуги в строительном образовании и науке».
- 2018 — Медаль МГСУ II степени (серебряная) «За заслуги в строительном образовании и науке».
- 2018 — Медаль МГСУ им. Забегаева А. В. «За вклад в развитие Института строительства и архитектуры МГСУ».